# Унищожаване на местообитания
Унищожаването на местообитанията е процес, след който естествените местообитания на растенията и животните са унищожени безвъзвратно и не са подходящи за живот. Всички растения и животни са унищожени или принудени да емигрират, което води до намаляване на биологичното разнообразие. Земеделието е основна причина за разрушаването на местообитанията. Други причини са добивната промишленост, обезлесяването, свръхуловът и урбанизацията. Разрушаването на местообитанията e главната причина за изчезването на много растителни и животински видове по света. Това е процес с огромно въздействие върху еволюцията и запазването на биоразнообразието. Допълнителни причини, водещи до унищожаване на местообитанията са фрагментацията на местообитания, геоложките процеси, промените в климата, инвазивните видове и замърсяването на околната среда вследствие на дейността на човека.

## Последствия
Когато се разрушат естествените им местообитания, растенията, животните и другите организми са лишени от подходящи условия за живот, което води до намаляване на популациите и дори до изчезване на някои видове. Най-големият риск, на който са изложени видовете по целия свят, е загубата на местообитания. Temple (1986) открива, че 82% от изчезващите видове птици са застрашени вследствие на загуба на местообитанията си.
Ендемитните видове са най-засегнати от разрушаването на местообитанията, тъй като тези организми не се срещат и не могат да виреят никъде другаде, освен в естествената си среда. С разрушаването ѝ се намалява драстично шанса тези видове да оцелеят, с което намалява и биологичното разнообразие. Един от най-известните примери е този за китайската Голяма панда, която някога е обитавала големи площи в Китай и Бирма. Унищожаването на горите и бракониерството са причина за ограничаване на местообитанията на вида до няколко малки и усамотени бамбукови гори. Те се намират основно в планински райони в Съчуан в Китай, съседните области Гансу и Шънси и източния дял на тибетските високопланински области. Пандата е определена за застрашен вид, като в природата живеят по-малко от 1000 индивида, а около 100 в зоопарковете.

## География
В тропическите региони има висока концентрация на ендемитни видове. Тези региони се наричат още „Горещи точки“ на биологичното разнообразие. Може би във всички „горещи точки“ на Земята живеят повече от половината от всички видове сухоземни животни. Тези региони са загубили от териториите си и около 70% от основната си растителност. 
Повечето от естествените местообитания на островите и местата с висока гъстота на населението, вече са унищожени (WRI, 2003). Най-засегнатите острови са Нова Зеландия, Мадагаскар, Филипините и Япония. В Южна и Източна Азия, особено Китай, Индия, Малайзия, Индонезия и Япония, и в много области в Западна Африка са много гъсто населени и оставят малко място за естествените местообитания. В морските райони, в близост до крайбрежните градове с гъсто население, се унищожават кораловите рифове и други морски видове. Такива области са източните брегове на Азия и Африка и северните на Южна Америка и Карибско море с неговите острови.
Региони на неустойчиво селско стопанство или нестабилни правителства – двете обикновено са свързани – често са сред първите места по унищожаване на естествените местообитания. Такива региони с неустойчиво стопанство и не добре управляващи правителства са в Централна Америка, Субсахарска Африка и тропическите дъждовни джунгли в Амазония.
Райони с интензивно земеделие, като правило, имат по-висока степен на унищожаване на местообитания. В САЩ в някои части на изток и в централния регион е останала по-малко от 25% от естествената растителност. Само 15% от площта на Европа, все още не е променена от човешката дейност.

## Екосистема
Дъждовните тропически джунгли са изключително засегнати от разрушаването на местообитания вследствие на обезлесяване. От 16 милиона квадратни километра джунгли по света днес са останали по-малко от 9 милиона. Сегашния темп на обезлесяване е 160 000 кв. км годишно, което означава загуба от около 1% естествени горски местообитания годишно.
Други екстеми са засегнати, толкова колкото и тропическите джунгли, някои дори повече. Земеделието и отсичането на горите са засегнали най-малко 94% от широколистните гори в зоните с умерен климат. Много гори, са загубили повече от 98% от първоначалната си територия вследствие човешката дейност. За да се развива земеделие или животновъдство се отсичат хиляди квадратни километри гори. По-малко от 0,1% суха гора остава на Тихоокеанското крайбрежие на Централна Америка, и по-малко от 8% сухи широколистни гори на Мадагаскар.
Равнинните и пустинните зони, се оказват по-малко засегнати. Само 10 – 20% от сухите зони, включително прерии, савани, степи и сухи широколистни гори са претърпели някакво унищожение. Включени в тези 10 – 20% са около 9 милиона квадратни километра зони със сух сезон, които поради климатът и дейността на хората са се превърнали в пустиня – процесът се нарича опустиняване. Прерии в Северна Америка губят 97% от естествената среда, за да бъдат преобразувани в земеделска земя за отглеждане на реколта.
Влажните зони и морските райони са засегнати във висока степен. Повече от 50% от влажните зони в САЩ са били унищожени през последните 200 години (XIX и XX). Между 60% и 70% от влажните зони на Европа са били напълно унищожени. Повече от 35% от мангровите гори в целия свят са изсечени. Около една пета част (20%) от крайбрежните и морските региони са дълбоко променени от човека. Една пета от кораловите рифове са унищожени, а други 20% са увредени поради прекомерен риболов, замърсяване и преселване на инвазивни видове. 90% от кораловите рифове на Филипините са унищожени.

## Човешка дейност и естествени процеси
Унищожаването на местообитания често е предизвикано от антропогенна дейност като изсичането на гори за превръщането им в плантации, неконтролираното благоустройство на градовете, развиването на инфраструктурата за обществено ползване и ред други. Деградацията, фрагментацията и замърсяването на жизнената околна среда са аспекти на унищожаване на местообитания, които не винаги са видни, но със сигурност рефлектират върху разрушаването на екосистемите. Опустиняването, обезлесяването и деградацията на кораловите рифове са видове унищожаване на естествените местообитания.
Geist и Lambin (2002) анализират 152 случаи до загуба на растителната покривка в тропическите гори, за да се определи има ли закономерност и връзка с обезлесяването в тропиците. Резултатите позволяват да се анализира статистически значението на различните причини и фактори. Причините се групират в категории като разширяване на земеделската земя (96 %), развитие на инфраструктурата (72%) и дърводобив (67%). Изследването сочи, че превръщането на гори в земеделска земя за отглеждане на реколта е основната причина за обезлесяването в тропическите райони. Категориите разкриват и други подробности за конкретните причини за тропическото обезлесяване: разширяване на транспорта (64%), дърводобив (52%), трайни насаждения (48%), животновъдство (46%), изсичане за земеделски цели (41%), селското стопанство (40%) и изсичане за битови цели (28%). Може да се каже, че изсичането на горите за превръщането им в земеделски земи не е основната причина за обезлесяването във всички региони на света, докато разширяването на транспорта (включително и изграждането на нови пътища) е основен фактор и основна причина за обезлесяването.
Вулканичната дейност, пожарите и климатичните промени понякога също са причина за увреждането и унищожаването на естествените местообитания. Проучване показва, че фрагментацията на местообитанията в тропическите гори в Евроамерика преди 300 милиона години, е довела до голяма загуба на амфибийното разнообразие, но в същото време по-сухия климат подтиква многообразието сред влечугите.

## Перспектива
С бързото увеличаване на населението на Земята нараства и нуждата от повече храна. Ако растежът продължи със сегашните си темпове ще се наложи увеличаване на земеделските площи с 50% през следващите 30 години, което е проблем. В миналото непрекъснатото движение към нови земи е задоволявало нарастващата глобална нужда от храна. Но това вече не е възможно, защото 98% от обработваемите земи са в употреба, или са унищожени и не могат да се възстановят за да се използват. Глобалната криза на храните, която предстои, ще бъде една от основните причини за унищожаването на местообитания. Земеделските производители, може би ще трябва да използват крайни мерки, за да произвеждат повече храна, без да увеличават земеделските площи. Тогава ще трябва да използват повече торове и да вредят на околната среда, в стремежа си да отговорят на търсенето на пазара. 

## Решения
В повечето случаи политиката на общото управление на тропическо обезлесяване не покрива всички причини за възникналите проблеми във всяка страна. Преди да се прави политика, местна, национална или международна, трябва да съберат всички детайли за неотложните проблеми във всяка една област или държава. Трябва да се има предвид следното:
1. Трябва да се помисли кои са незаменимите условия, които предоставят естествените местообитания.
2. Да се защитават все още непокътнатите естествени местообитания.
3. Да се информира обществото за значението на естествените местообитания и биологичното разнообразие.
4. Да се разработят програми за семейно планиране в райони с бързо нарастващо население.
5. Да се намерят екосъобразни начини за увеличаване на производството на селскостопански продукти без да се увеличават земеделските площи.
6. Да се запазят екологичните коридори, за да се намалят щетите от раздробявнето на местообитанията.